# Fulgensia fulgens
Fulgensia fulgens (gelegentlich auch als Gewöhnliche Feuerflechte bezeichnet) ist eine in Deutschland seltene erdbewohnende Blattflechtenart aus der Familie der Teloschistaceae.

## Beschreibung
Fulgensia fulgens bildet mehr oder weniger rosettige, weißgelb bis gelborange gefärbte Lager, die dicht am Substrat anliegen, jedoch am Rand deutlich und tief gelappt sind. Rhizinen fehlen. Im Inneren kann das Lager zusammenhängend oder rissig sein. Apothecien sind in der Regel vorhanden; diese besitzen eine orangebraune Scheibe mit lagerfarbenem Rand (der später auch verschwinden kann), der Durchmesser erreicht bis 1,5 mm.

## Verbreitung
Die Art besiedelt Lücken in Kalkmagerrasen oder basenreiche Feinerde, auch offene Stellen auf Löss, und kann auch auf Moose übergehen. Sie ist Charakterart der sogenannten „Bunten Erdflechtengesellschaft“, zu der u. a. auch Toninia sedifolia oder Psora decipiens gehören. Sie kommt auf der gesamten Nordhemisphäre vor, insbesondere in den wärmegetönten Kalkgebieten und den Steppen Eurasiens und Nordamerikas. In Deutschland ist sie insgesamt selten und auf sommerwarme, trockene Standorte beschränkt (v. a. Oberrheingebiet, Main-Tauber-Region, Thüringen). In Europa reicht ihr Areal von England bis in die Steppenregionen Osteuropas und den nördlichen Mittelmeerraum.

## Sonstiges
Die Bryologisch-lichenologische Arbeitsgemeinschaft für Mitteleuropa benannte Fulgensia fulgens als Flechte des Jahres 2011. Damit soll auf das allmähliche Verschwinden ihres Lebensraumes, Offenbodenstellen in den Trockenrasen, hingewiesen werden. Hohe Nährstoffeinträge aus der Luft begünstigen zudem raschwüchsige Moose und Blütenpflanzen, die die Flechtenrasen überwachsen.